# St. Stephan (Sielstetten)
Koordinaten: 48° 34′ 39,9″ N, 11° 52′ 26,2″ O
St. Stephan ist eine römisch-katholische Filialkirche in Sielstetten in der Gemeinde Hörgertshausen. Patron der Kirche ist St. Stephan.

## Geschichte
Die Siedlungsgeschichte der Ortschaft geht mit dem Kirchenpatron St. Stephanus und der Besiedelungsbewegung durch das Stift in Moosburg an die nördlichen Grenzen des Bistums Freising auf das 7. oder 8. Jahrhundert zurück. Der Ortsname lässt sich von Stätte des Sigoldis herführen. Die erste urkundliche Erwähnung fand relativ spät im Jahre 1052 statt, als im Traditions-Codex des ehemaligen Kollegiatstifts St. Castulus zu Moosburg ein Liutpold de Sigihohestetten erwähnt wird. Die Kirche des Hl. Stephanus wurde 1716 in ihrer heutigen Form neu erbaut. 1873 wurden die Altäre erneuert. An die Stelle der alten Figuren wurden bis auf eine barocke Figur des Hl. Stephanus neubarocke Figuren gesetzt. Der Turm wurde 1890 hinzugefügt. 1957 wurde die jetzige Orgel gestiftet, welche von Anton Staller erbaut wurde. Im Jahr 1973 wurden weitere Renovierungsarbeiten durchgeführt.

## Pfarrei
Die Filialkirche gehört zur 1315 erstmals erwähnten Pfarrei in Margarethenried, die zudem die Orte Eckelsberg, Fuchswinkl, Gröben, Hinterschlag, Höfl, Huber zu Hub, Kimoden, Limmer zu Linden, Margarethenried, Neuöd, Niederschönbuch, Oberschönbuch, Öd, Peterswahl, Point, Sammetsreith, Saxberg, Sielstetten, Sixt in der Point sowie Kehrer am Biber umfasst. Sie ist heute Mitglied im Pfarrverband Hörgertshausen-Gammelsdorf.

## Baubeschreibung
Die Beschreibung des Bayerischen Landesamts für Denkmalpflege für das geschützte Baudenkmal (Denkmal-Nr. D-1-78-132-6) lautet:

„Saalbau mit Polygonalchor, angefügter Sakristei und Chorflankenturm, ausgebaut und erweitert 1890, im Kern älter; mit Ausstattung.
Friedhofsmauer aus Ziegelstein“

Siehe auch: Bodendenkmal D-1-7437-0162

## Regelmäßige Veranstaltungen
- Heilige Messe mit Pferdesegnung und Kirchenumritt am Patroziniumstag: Am 26. Dezember findet jährlich eine Pferdesegnung mit Umritt um die Kirche statt. Die Ursprünge liegen in der vorchristlichen Zeit und wurden um die Wintersonnenwende zu Ehren Wodans zelebriert. Dieser Brauch wurde nach der Christianisierung zu Ehren des Erzmärtyrers abgehalten.[4]